# دوناتاس بانیونیس
دوناتاس بانیونیس (انگلیسی: Donatas Banionis؛ ۲۸ آوریل ۱۹۲۴ – ۴ سپتامبر ۲۰۱۴) یک هنرپیشه اهل لیتوانی بود. 
وی متولد شهر کانواس در لیتوانی بود. 
شهرتش به خاطر بازی در فیلم سولاریس و چادر قرمز است. 
این هنرمند برندهٔ جوایزی همچون جایزه دولتی اتحاد شوروی و جایزه هنرمند مردمی اتحاد جماهیر شوروی بود.